# Internationale Zone von Tanger

Die Karte des Spanischen Marokko-Protektorats (gelb) zeigt deutlicher die Lage der früheren Internationalen Zone von Tanger im Nordwesten

Die Internationale Zone von Tanger (auch Interzone genannt) war ein von 1923 bis 1956 internationalisiertes – d. h. von mehreren Mächten gemeinsam verwaltetes – Territorium im Norden Marokkos, das die Stadt Tanger und ein angrenzendes, 373 km² großes Gebiet umfasste.

## Vorgeschichte
1840 bildeten die Diplomaten der europäischen Großmächte und der USA einen Sanitätsrat für Tanger, der die sanitäre Kontrolle des Hafengebiets schrittweise übernahm. 1856 schloss Marokko mit Großbritannien einen Handelsvertrag ab, der den Freihandel und  exterritoriale Privilegien garantierte sowie die Rechtsgrundlage für eine britische Konsulargerichtsbarkeit bildete. Andere westliche Länder schlossen in den Folgejahren ähnliche Verträge ab (die den „ungleichen Verträgen“ mit asiatischen Ländern glichen), eine Vorgehensweise, die weltweit angewendet auf die Erschließung neuer Absatzmärkte zielte.
1865 schlossen Vertreter Belgiens, Frankreichs, Großbritanniens, Italiens, der Niederlande, Österreichs, Portugals, Schwedens, Spaniens und der Vereinigten Staaten ein Abkommen mit dem Sultan von Marokko, wonach die Kolonialmächte gemeinsam einen Leuchtturm am Kap Spartel betreiben würden. Der Kongress der Vereinigten Staaten gab jedes Jahr Mittel für den Kap-Spartel-Leuchtturm aus. In der Madrider Konvention rangen die Kolonialmächte der marokkanischen Zentralregierung eine Politik der offenen Tür sowie eine Garantie ihrer Sonderrechte ab.
Seit 1892 verwaltete das diplomatische Korps von Tanger die als neutrale Zone betrachtete Stadt und ihre Umgebung. Durch die Akte von Algeciras vom 7. April 1906 wurde der internationale Status von Tanger und seiner Umgebung bestätigt.
Frankreich und der Sultan von Marokko, Mulai Abd al-Hafiz, einigten sich im Vertrag von Fès vom 30. März 1912 auf die Errichtung eines französischen Protektorats, das ganz Marokko, nicht aber Tanger umfasste. Spanien erhielt mit Abschluss des französisch-spanischen Vertrags vom 27. November 1912 eine eigene Einflusszone im Norden Marokkos (Spanisch-Marokko), Tanger wurde Zentrum des internationalen entmilitarisierten Gebietes.

## Geschichte
Die in den Protektoratsverträgen ausgeklammerte Tangerfrage wurde auf einer Konferenz mit Vertretern aus Großbritannien, Frankreich und Spanien, die am 29. Juni 1923 in London begann, behandelt. Das Statut der Internationalen Zone von Tanger wurde am 18. Dezember 1923 in Paris von Frankreich, Spanien und dem Vereinigten Königreich unterzeichnet, Belgien, die Niederlande, Portugal, und Schweden traten dem Abkommen bei, am 25. Juli 1928 unterzeichnete Italien und schließlich auch der marokkanische Sultan. Die Souveränität verblieb formell beim Sultan von Marokko. Er wurde durch den Mendoub – einen Hochkommissar – vertreten, der in der Mendoubia – einem Palast im Zentrum Tangers – residierte und einen französischen Berater hatte. Die Grenzen der Tanger-Zone wurden entsprechend den Festlegungen in Artikel 7 des französisch-spanischen Vertrages vom 27. November 1912 gezogen.
Die USA, bis dahin Signatarmächte des Kap-Spartel-Abkommens, der Madrider Konvention und der Algericas-Akte, traten der Verwaltung der Internationalen Zone von Tanger nicht offiziell bei. Die USA blieben aber Mitglied im Sanitätsrat, der seit 1840 die sanitäre Kontrolle des Hafengebiets hatte. Ab 1929 übernahmen die USA alle verbliebenen Rechte des Sanitätsrats.
1925/26 gab es in der neutralen Zone ein Flüchtlingslager mit etwa 5000 bis 7000 Männern, Frauen und Kindern, die sich vor den Kämpfen des Rifkrieges nach Tanger gerettet hatten.
Im Zweiten Weltkrieg besetzte das zwar neutrale, aber mit Nazi-Deutschland freundschaftlich verbundene faschistische Spanien unter Francisco Franco kurz vor der militärischen Niederlage Frankreichs am 14. Juni 1940 die Internationale Zone von Tanger. Tanger wurde im November 1940 in Spanisch-Marokko eingegliedert. Unter dem Druck der Signatarmächte von Algeciras behielt Spanien den entmilitarisierten Status der Zone bei. Am 11. Oktober 1945 räumte Spanien auf Anordnung der Tanger-Konferenz der vier Siegermächte des Zweiten Weltkriegs in Paris die Stadt und die Zone Tanger. Das Gebiet wurde erneut Internationale Zone.
Auf der gleichen Konferenz wurde das Ausscheiden Italiens aus der von den Signatarstaaten von 1923 ausgeübten internationalen Verwaltung Tangers beschlossen. Dafür kamen die USA und die Sowjetunion hinzu. Die Sowjetunion zog sich aber im gleichen Jahr aus dem Kontrollkomitee wieder zurück. Italien wurde erst am 8. März 1948 wieder als Mitglied des Kontrollkomitees zugelassen.
1952 gab es einen Aufstand in der Zone, der von spanischen und französischen Truppen niedergeschlagen wurde.
Eine Konferenz der neun Staaten, die im Juli 1956 in Rabat begann, verabschiedete am 29. Oktober 1956 eine Erklärung über die Zukunft von Tanger, in der alle bisherigen Verträge und Abmachungen über Tanger für ungültig erklärt wurden. Marokko sicherte zu, den Status Tangers als Freihandels- und Freiwährungsgebiet ohne größere Revisionen bestehen zu lassen, um ihn für den wirtschaftlichen Aufbau des Landes zu nutzen.
Im selben Jahr begann die Auswanderung der Juden, die sich dort Hebräer nannten, aus Tanger. Am 1. Januar 1957 wurde die Internationale Zone an den wenige Monate zuvor wieder unabhängig gewordenen Staat Marokko zurückgegeben.

## Internationale Administratoren der Internationalen Zone von Tanger
| Person                              | Land                | Beginn des Mandats | Ende des Mandats  |
| ----------------------------------- | ------------------- | ------------------ | ----------------- |
| Paul Alberge                        | Frankreich          | 24. August 1926    | 19. August 1929   |
| Joseph Le Fur                       | Frankreich          | 19. August 1929    | 1. August 1940    |
| Manuel Amieva Escandón              | Spanien             | 1. August 1940     | 4. November 1940  |
| Spanische Besetzung                 | Spanische Besetzung | 14. Juni 1940      | 11. Oktober 1945  |
| Luís António de Magalhães Correia   | Portugal            | 11. Oktober 1945   | 18. Juni 1948     |
| Jonkheer van Vredenburch            | Niederlande         | 15. August 1948    | 9. April 1951     |
| José Luís Archer                    | Portugal            | 9. April 1951      | 22. Juni 1954     |
| Étienne de Croÿ                     | Belgien             | 21. Juni 1954      | 31. Dezember 1954 |
| Robert van de Kerckhove d'Hallebast | Belgien             | 4. Juni 1955       | 9. Juli 1956      |

## Politik und Verwaltung

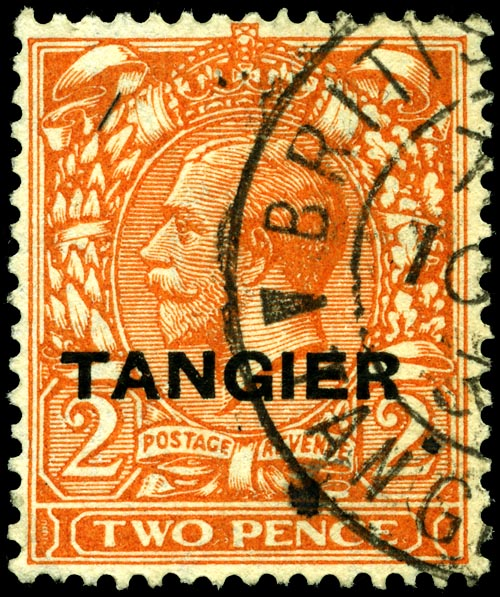
Briefmarke für das britische Postamt in Tanger.

Die Zone wurde von einem obersten Administrator und dem aus dem diplomatischen Korps bestehenden Kontrollkomitee für die Internationale Zone von Tanger regiert, das sich aus den Generalkonsuln der Signatarmächte von Algeciras zusammensetzte. Es gab eine legislative Versammlung mit 26 Mitgliedern, die einen Querschnitt der Bevölkerung von Tanger mit einem deutlichen europäischen Übergewicht repräsentierte. Diese legislative Versammlung wurde geleitet vom Vertreter des Sultans, dem Mendoub.
In der internationalen Zone gab es keinen Militärdienst, keine Sozialabgaben und keine Devisenbeschränkungen.
Seit 1925 gab es in der Tanger-Zone den Internationalen Gemischten Gerichtshof. Er war ursprünglich mit vier Richtern besetzt, zwei britischen sowie je einem aus Frankreich und Spanien. Seit der Revision des Tanger-Statuts vom 25. Juli 1928 bestand der Mixed Court aus fünf Mitgliedern, einem britischen, einem französischen, einem spanischen, einem italienischen und einem belgischen Richter.
Die Internationale Zone hatte keine eigene Postverwaltung, es existierte ein britisches, französisches und spanisches Postamt. Jedes Postamt verwendete Briefmarken des Mutterlandes mit Aufdruck des Namens Tanger in der jeweiligen Landessprache (englisch Tangier, französisch und spanisch Tanger). Auch die Wertangaben erfolgten in den jeweiligen Währungen der drei Länder. Die britischen Tanger-Marken waren ab 1950 auch im Mutterland frankaturgültig und umgekehrt durften britische Marken ohne Aufdruck in Tanger verwendet werden. Die französische Post stellte 1929 die Ausgabe separater Marken für die Internationale Zone ein und verwendete in der Folgezeit Marken des Protektorats Französisch-Marokko. Die einzigen Briefmarken ohne Aufdruck gab die spanische Post in den Jahren 1948–1951 heraus. Darauf sind landestypische Szenen und Bilder Einheimischer dargestellt.

## Bevölkerung
In der Internationalen Zone lebten 1956 rund 150.000 Menschen, davon 60.000 Europäer, 75.000 muslimische Marokkaner (Berber und Araber) sowie 14.000 marokkanische Juden. Darunter befanden sich etwa 125.000 Bewohner der Stadt Tanger.

## Wirtschaft
Die Bewohner der Tanger-Zone genossen umfassende Steuerprivilegien, es gab keine Einkommen- oder Vermögensteuern. Deswegen und wegen ihres Status als Freihandelszone war die Stadt 1956 Sitz von 81 Banken und 5000 Briefkastenfirmen. Nach dem Zweiten Weltkrieg wurden im Durchschnitt 300 Firmen pro Jahr in Tanger registriert.
Der Hafen von Tanger war zollfrei, der Schmuggel ein einträgliches Geschäft. Die Tanger-Zone führte rund 20-mal so viel ein, wie sie ausführte. Unter den Exportgütern waren Anfang der 1950er Jahre auch Erzeugnisse der tschechoslowakischen Waffenindustrie, die nach Israel, Burma, Vietnam und Indonesien geliefert wurden. Viele Waren aus der DDR, wie Jagdwaffen aus Suhl, Maschinen aus Erfurt, Chemnitzer Strümpfe und Motorboote aus Rostock, wurden über Tanger ausgeführt.

## Kultur und Subkultur
1942 hatte Tanger 13 Moscheen, 15 Synagogen, sechs katholische Kirchen und drei Kirchen für Protestanten. Es gab mehr als ein Dutzend europäische und fünfzehn muslimische Bordelle mit mehr als 300 Prostituierten. Homosexualität war geduldet und einige Knabenbordelle machten Tanger zu einem der beliebtesten Reiseziele für Schwule aus der ganzen Welt. Die Stadt war berüchtigt wegen der großen Mengen von Haschisch, das die Bauern im 100 km entfernten Rif-Gebirge anbauten.
Wegen ihrer Freizügigkeit war die Internationale Zone Anziehungspunkt für Schmuggler, Sinnsucher, Reiche, Schwule und Exzentriker, für Aussteiger und Außenseiter jeder Art. In den 1940er und 1950er Jahren trafen hier Spione auf Kriminelle, denen daheim Gefängnis drohte, verfolgte Juden und Franco-Gegner aus dem benachbarten Spanien auf Beatniks und Hipster aus San Francisco und dem Rest der USA.
Barbara Hutton, die Woolworth-Erbin, eine der reichsten Frauen der Welt, feierte im Park ihres Palais Sidi Hosni in Amrah oberhalb der Altstadt, glamouröse Feste; diesen hatte sie von der jüdisch-muslimischen Familie Essakhi erworben. Truman Capote nannte Tanger Die Stadt der Lumpen. Er war wie Tennessee Williams und William S. Burroughs selten unbekifft anzutreffen. Burroughs’ Naked Lunch, ein Klassiker der modernen amerikanischen Literaturgeschichte und Kultbuch der Hippie-Bewegung, das 1959 erschien, wurde hier geschrieben. Auch das reale Vorbild für den fiktiven Handlungsort in Burroughs Kurzgeschichtensammlung Interzone war Tanger. Unter den bekanntesten Werken dieser Zeit ist auch Mohamed Choukris Autobiographie Das nackte Brot. Ursprünglich in klassischem Arabisch verfasst, entstand die englische Ausgabe in enger Zusammenarbeit mit Paul Bowles, der bereits in den 1940er Jahren nach Tanger gezogen war und den sein Marokko-Roman, The Sheltering Sky (deutsch Himmel über der Wüste), international bekannt machte.

## Belege
1. 1 2  Bertelsmann Lexikon-Redaktion (Hrsg.): Bertelsmann Weltatlas. 36. Auflage, Bertelsmann, Gütersloh 1960, S. 271.
2. ↑  Auszug aus: Daniela Hettstedt: Die internationale Stadt Tanger, S. 107, abgerufen am 19. Dezember 2023
3. ↑  Convention Between the United States, Austria, Belgium, Spain, France, Great Britain, Italy, The Netherlands, Portugal, and Sweden on the One Part, and The Sultan of Morocco on the Other Part, Concerning the Administration and Upholding of the Light-House at Cape Spartel, avalon.law.yale.edu 2008.
4. ↑  Graham H. Stuart: The Future of Tangier, in: Foreign Affairs, Jg. 23 (1945), Nr. 4, S. 675–679 (hier: S. 675).
5. ↑  Dirk Sasse: Franzosen, Briten und Deutsche im Rifkrieg 1921–1926, Oldenbourg Wissenschaftsverlag, München 2006, S. 26, ISBN 978-3-486-57983-3.
6. ↑  Convention relative à l’Organisation du Statut de la Zone de Tanger, avec Protocole relatif à deux Dahirs concernant l’Administration de la Zone et à l’Organisation d’une Juridiction internationale à Tanger, signée à Paris le 18 Décembre 1923 (Memento vom 25. Dezember 2011 im Internet Archive) PDF-Datei 1,08 MB der United Nations Treaty Collection
7. ↑  League of Nations Archives, Chronology 1928 League of Nations Archives, Genf (abgerufen am 23. Juli 2008)
8. ↑  Hans Peter Bull (11. August 1967): Die Stadt zwischen den Fronten Die Zeit (abgerufen am 23. Juli 2008)
9. ↑  The Secretary of State to the Chargé in Morocco (Rand), Washington (D.C.), 4. Februar 1925, in: Papers Relating to the Foreign Relations of the United States.
10. ↑  Graham H. Stuart: The Future of Tangier, in: Foreign Affairs, Jg. 23 (1945), Nr. 4, S. 675–679 (hier: S. 675).
11. ↑  Chronik für den 4. November 1940 chroniknet.de, wissenmedia GmbH (abgerufen am 23. Juli 2008)
12. ↑  Agreement for the re-establishment of the International Administration of Tangier. Signed at Paris, on 31 August 1945 (Memento vom 25. Dezember 2011 im Internet Archive) PDF-Datei 115 kB der United Nations Treaty Collection
13. ↑  Marc Van Daele: Spanish Morocco (Memento vom 3. Oktober 2013 im Internet Archive) collectornetwork.com (abgerufen am 23. Juli 2008)
14. 1 2  Tanger, Business as usual. In: Der Spiegel. Nr. 17, 1952 (online).
15. ↑  Alfred Hackensberger (25. Februar 2008): Geschützt, verdrängt, geduldet – Jüdisches Leben in islamischen Ländern – eine gefährdete Tradition NZZ (abgerufen am 23. Juli 2008)
16. ↑  K. H. N.: Twenty-Five Years of Mixed Court of Tangier JSTOR (abgerufen am 23. Juli 2008)
17. ↑  Michel Briefmarkenkatalog Europa 1957, Schwaneberger Verlag, München, S. 1361–1366
18. 1 2  F. A.: Versinkendes Paradies. In: Die Zeit, Nr. 27/1956
19. ↑  Vanessa Ogle: ‘Funk Money’: The End of Empires, The Expansion of Tax Havens, and Decolonization as an Economic and Financial Event, in: Past & Present (noch nicht veröffentlicht).
20. ↑  Tanger macht alles. In: Der Spiegel. Nr. 19, 1949 (online).
21. ↑  Mark Eveleigh: Tangier: Journey into the Interzone (Memento vom 4. November 2006 im Internet Archive) In: Travel Intelligence.
22. ↑  Michel Rauch: Paul Bowles – Der Titan von Tanger. (Memento des Originals vom 9. Mai 2008 im Internet Archive)  Info: Der Archivlink wurde automatisch eingesetzt und noch nicht geprüft. Bitte prüfe Original- und Archivlink gemäß Anleitung und entferne dann diesen Hinweis. Y@lla! Bureau Cairo & Berlin (abgerufen am 23. Juli 2008)